# Heinrich Rudolf Wehrhahn
Heinrich Rudolf Wehrhahn (Lüneburg, 2 de agosto de 1887 - † 14 de enero de 1940) fue un horticultor y botánico alemán.

## Algunas obras
- Franz Sales Meyer, Friedrich Ries, Harry Maasz, Harmann Koenig, H. R. Wehrhahn, L. Kniese. 1931. Gartentechnik und Gartenkunst: ein Handbuch und Nachschlagewerk für Landschaftsgärtner, Gartenarchitekten, Gartenbauschüler und alle Angehörigen des Gärtnerberufs. Ed. Heinrich Killinger. 707 pp.

- Volumen 1 de [Fachbücherei des Gärtners (Jardín del arte y arte del jardín: un trabajo manual y de referencia para paisajistas, arquitectos paisajistas, estudiantes de la horticultura y todos los miembros del jardinero profesional)

- H. R. Wehrhahn, E. Böhnert. 1938. Grosses Handbuch für Gartenbau und Gartenkultur: Ein Lehr- und Nachschlagewerk fur die Praxis, vols. 1-2 (Manual de grandes para la jardinería y la horticultura: un libro de referencia para la enseñanza y la práctica). 1.498 pp.

- 1946. Was find ich in den Alpen?: Tab. z. Bestimmen d. wichtigsten Pflanzen u. Tiere d. Alpen (Lo que encuentro en los Alpes: Tabla para la determinación de las plantas más importantes y los animales de los Alpes). Ed. Franckh. 149 pp.

- 1950. Taschenbuch der botanischen Pflanzennamen für Gärtner (De bolsillo de los nombres botánicos de plantas para jardinería). Ed. Heinrich Killinger. 196 pp.